# Партия на унгарска истина и живот
Партия на унгарска истина и живот е унгарска политическа партия, създадена от бивши радикално настроени членове на партията Унгарски демократичен форум. Създател на партията и неин ръководител до смъртта си през 2012 г. е унгарският писател и драматург Ищван Чурка. Партията се създава в знак на несъгласие с водената от правителството на Унгарския демократичен форум политика, която привържениците на Ищван Чурка определят като недостатъчно проунгарска и недостатъчно антикомунистическа.
Партията се самоопределя като радикална и национално консервативна. Външните наблюдатели я определят като крайно дясна.

## Резултати от парламентарни избори
| година | процент гласове | спечелени мандати | получени гласове | статус                    |
| ------ | --------------- | ----------------- | ---------------- | ------------------------- |
| 1994   | 1,58 %          | 0                 | 85 431           | извънпарламентарна партия |
| 1998   | 5,47 %          | 14                | 248 901          | парламентарна опозиция    |
| 2002   | 4,37 %          | 0                 | 245 326          | извънпарламентарна партия |
| 2006   | 2,20 % 1        | 0                 | 119 007 1        | извънпарламентарна партия |
| 2010   | 0,03 %          | 0                 | 1286             | извънпарламентарна партия |
| 2014   | 0.04 % 2        | 0                 | 2054 2           | извънпарламентарна партия |
| 2018   | 0,15 %          | 0                 | 8713             | извънпарламентарна партия |

1 Заедно с партия Движение за по-добра Унгария.
2 Заедно с Партия на малките стопани.
| година | процент гласове | спечелени мандати | получени гласове |
| ------ | --------------- | ----------------- | ---------------- |
| 2004   | 2,35 %          | 0                 | 72 203           |